# Oncle Bernard – L'Anti-leçon d'économie
Oncle Bernard – L'anti-leçon d'économie est un film documentaire québécois réalisé par Richard Brouillette, sorti en 2015.
La première mondiale a eu lieu au 27e Festival international de cinéma de Marseille (FIDMarseille), le 1er juillet 2015.

## Synopsis
Bernard Maris, alias Oncle Bernard, fut assassiné lors de l'attentat contre Charlie Hebdo, le 7 janvier 2015. Ce film, qui lui rend hommage, est uniquement constitué des rushes bruts d'une entrevue tournée avec ce dernier, le 8 mars 2000, dans le contexte du film L’Encerclement – La démocratie dans les rets du néolibéralisme. Le réalisateur laisse toute la place à la parole de Bernard Maris en n'intervenant que minimalement sur le matériau original, dévoilant ainsi les coulisses du tournage.

## Fiche technique
- Production, réalisation, montage : Richard Brouillette
- Photographie : Michel Lamothe
- Prise de son : Simon Goulet
- Musique : Éric Morin
- Société de production et distribution : Les films du passeur
- Coproduction : Les Films du Centaure / Cinéma du Québec et Andoliado Producciones
- Format : noir et blanc, HDCam (tourné en 16mm), stéréo, 16:9 pillarbox (HD) ou 4:3 (SD)
- Pays d'origine : Canada (Québec) et Espagne (Catalogne)
- Langue originale : français
- Genre : documentaire
- Durée : 79 minutes soit 1 h 19 min

## Distribution
- Bernard Maris : lui-même
- Cabu : lui-même

## Distinctions
Prix La Vague du meilleur moyen ou long métrage documentaire au 29e Festival international du cinéma francophone en Acadie (Moncton, Canada, 2015). Le jury a précisé que le film a particulièrement été remarqué « Pour la clarté et l’importance du propos, la force et la limpidité de la proposition cinématographique, à la fois radicale et assumée, ainsi que pour la démarche d’un cinéaste qui ose rappeler que  le documentaire est aussi et avant tout une expérience de véritable cinéma ».